# Delegazione per le relazioni con il Parlamento italiano (Svizzera)
La Delegazione per le relazioni con il Parlamento italiano Del-I (in tedesco Delegation für die Beziehungen zum italienischen Parlament Del-I, in francese Délégation pour les relations avec le Parlement italien Dél‑I, in romancio Delegaziun per las relaziuns cun il parlament talian Del-I) è una delegazione dell'Assemblea federale della Confederazione elvetica che si occupa delle relazioni con il parlamento della Repubblica Italiana. È composta da 10 membri, di cui un presidente e un vicepresidente.

## Funzione
I membri della delegazione si incontrano regolarmente con i loro corrispettivi italiani della Sezione bilaterale di amicizia Italia – Svizzera per discutere di questioni comuni di livello regionale, nazionale, e internazionale. Le delegazioni si incontrano regolarmente e organizzano visite presso aziende o incontri con rappresentanti del mondo economico, scientifico e civile.
Almeno una volta per legislatura la delegazione presenta al parlamento un rapporto dell'attività svolta, e almeno una volta all'anno si svolge una conferenza di coordinamento cui partecipano sia il presidente della delegazione sia quelli delle commissioni della politica estera.